# Vladimír Bystrov
Vladimír Bystrov st. (7. srpna 1935, Praha – 1. června 2010, tamtéž) byl český publicista, filmový kritik, nakladatel, tlumočník a překladatel z ruštiny.

## Život
Narozen 7. srpna 1935 v Praze (dětství a mládí prožil na Hanspaulce). Zemřel 1. června 2010 v pražské Fakultní nemocnici Královské Vinohrady. Vladimírův otec Nikolaj Bystrov (1899–1967), absolvent Ruské právnické fakulty v Praze, publicista a později úředník Ministerstva zahraničních věcí ČSR, žil od roku 1921 v Československu a v roce 1936 získal čs. státní občanství. Přesto byl odtud v květnu 1945 nezákonně odvlečen sovětskými jednotkami Šměrš a poslán na deset let do sibiřského gulagu.
Vladimír Bystrov nemohl dokončit střední školu a v lednu 1951 nastoupil jako „střední technický kádr“ (chemický laborant) do Výzkumného ústavu nátěrových hmot v Praze, kde byl zaměstnán až do nástupu základní vojenské služby v roce 1955. Vojnu, trvající do roku 1957, si odbýval ve slovenských Novákách. Už předtím si přivydělával externí novinařinou (od roku 1953 Mladá fronta, od roku 1954 Svobodné slovo, od roku 1955 Film a doba). V roce 1957 se stal spolupracovníkem nově založeného slovenského časopisu Film a divadlo. V letech 1959–1965 vystřídal různé funkce ve Filmovém podniku: od listopadu 1959 vedoucí kina Odboj ve Vysočanech, od února 1961 obvodní instruktor kin, od dubna 1962 vedoucí Oddělení zvláštních představení (OZP), od ledna 1965 referent pro využití krátkých filmů v rámci programů OZP, od srpna 1965 vedoucí kina Zvon v Košířích.
V roce 1960 napsal s Miloslavem Šimkem představení Polotrapno aneb Nesourodý pořad mírně sourodých scének, při jehož realizaci se seznámila dvojice Šimek & Grossmann. V červenci 1958 mu bylo dispensem rektora AMU umožněno mimořádné studium na pražské FAMU (Katedra filmové a televizní dramaturgie, 1959–1962). Rychle se etabloval jako filmový kritik a publicista (Svobodné slovo, Film a divadlo, Film a doba, Kultura, Kino, Mladý svět). V letech 1964–1968 spoluvytvářel Festivalový deník MFF Karlovy Vary. V letech 1965–1969 byl zaměstnán jako poradce ředitele a tiskový tajemník Filmového studia Barrandov v Praze. V letech 1968–1969 externě řídil filmovou rubriku v Květech, v letech 1969–1972 psal do Ahoje na sobotu. V redakci Ahoje byl zaměstnán od února do července 1970; měl na starosti filmovou rubriku (pseudonym Bořivoj) a scénář komiksu Josefa Kábrta Trampoty rodiny Kosovy (pseudonym Damián). S Ivem Hepnerem sestavil sborník Stříbrné plátno horkého léta 1964 (Mladá fronta 1965) a příručku Hvězdy, herci, režiséři: malý filmový slovník od A až Z. Část I., Abrhám–Ford (Pražský filmový klub 1970). Začátkem sedmdesátých let jeho články ze stránek novin a časopisů postupně mizí.
Od srpna 1970 do dubna 1971 pracoval v podniku Fortuna, mezi jehož nejvýraznější projekty patří kompletní edice Foglarových komiksů Rychlé Šípy a výroba hlavolamu „ježek v kleci“. Taktéž v roce 1971 uspořádal pro Pražský filmový klub obrazovou publikaci Ivan Soeldner: Cesty ke hvězdám, k níž napsal předmluvu Jiří Suchý (knížka nikdy nevyšla). V polovině sedmdesátých let publikoval v časopise Svět motorů (bez uvedení jména autora) seriál o sochařích a jejich dílech ve veřejném prostoru. V letech 1972–1989 působil jako tlumočník (pod Pražskou informační službou) a překladatel z ruštiny a ukrajinštiny. Kromě drobných i větších próz a povídkových cyklů pro víkendovou přílohu deníku Mladá fronta (1976–1986), časopis Československý voják (1975–1988) a Svobodné slovo (1985–1988) překládal také literaturu faktu (Polevoj, Štejnbach, Bělousov, Burovik).
Po listopadu 1989 se stal spoluzakladatelem a prvním zástupcem syndika Syndikátu novinářů ČR (únor 1990 až únor 1992). Souběžně s tím vedl zahraniční rubriku týdeníku Reflex (duben 1990 až prosinec 1991). Byl šéfredaktorem týdeníku PRO (srpen 1991 až leden 1992) a deníku Noviny (leden až říjen 1992), vedoucím týmu pro odborové záležitosti Syndikátu novinářů ČR (listopad 1992 až leden 1993), vedoucím redaktorem nakladatelství a vydavatelství ALEA (únor 1993 až prosinec 1994) a poradcem představenstva Rozhlasové a televizní stanice R.I.O. (duben 1994 až červen 1995).
Od roku 1994 byl spolumajitelem nakladatelství Bystrov a synové, od roku 2003 samostatný nakladatel (klasická česká literatura v edici Národní knihovnička, pragensie v edici Praga Caput Regni, literatura faktu na téma gulag a holocaust v edici Žaluji). V roce 1993 se stal předsedou rady občanského sdružení Oni byli první, shromažďujícího svědectví o osobách zavlečených po druhé světové válce z Československa do sovětských koncentračních táborů. V letech 1995–2000 vedl seminář žurnalistiky na soukromém gymnáziu ALTIS, v letech 1998–2007 působil jako externí pedagog Vyšší odborné školy publicistiky v Praze.
Byl člen Syndikátu novinářů České republiky, Českého filmového a televizního svazu, Obce českých překladatelů a Společnosti přátel PEN klubu. Napsal stovky filmových kritik, portrétů, rozhovorů a reportáží, článků věnovaných kulturní historii. Po listopadu 1989 se zaměřil na politické komentáře (Svobodné slovo, Lidové noviny).
Autor rozhlasových pásem Byli zde (ČRo 2, premiéra 14. 8. 1997) a Předehra aneb Z Prahy do gulagu a zpět (ČRo Regina, premiéra 8. 5. 1998). Napsal a uváděl rozhlasový seriál Lidé z mého zápisníku (ČRo Regina, 1998). Spoluautor televizních dokumentů Věčná paměť (s Dagmar Průchovou, ČT 1995), Pečetítko (s Martinem Skybou, ČT 1998) a Pomník (s Martinem Skybou, ČT 1999). Připravil výstavy Předpeklí aneb Z Čech do gulagu (Muzeum III. odboje, Příbram 1995), Pan učitel (Národní knihovna ČR, Praha 1997), Exil do Československa a exil z Československa (Brno 2002 / Praha 2003) a Generál Sergej Vojcechovskij – voják a demokrat (Národní památník obětí heydrichiády, Praha 2003 / Vojenská akademie, Brno 2004).
Ve víkendové příloze Mladé fronty vycházely jeho překlady povídek a úryvků z delších próz sovětských autorů v rámci seriálů Litěraturnaja Rossija čtenářům Mladé fronty (1976), Tři setkání s mladou sovětskou literaturou (1977), Představujeme mladou sovětskou literaturu (1977), Představujeme literární revui Junosť (1978), Tvorba mladého Leningradu (1978), Z mladé poezie a prózy sovětské Ukrajiny (1979), Schůzky s Juností (1980), Malý kabinet sovětské humoristické povídky (1981), Mladá fronta představuje literární revui Novyj mir (1982), Živá voda: ze sovětských klasických povídek dvacátých let (1983), Z válečných povídek Andreje Platonova (1984), Lidé a dílo: z historie sovětské literatury (1985), Představujeme literární revui Moskva (1986). Pro časopis Československý voják přeložil povídkový cyklus Setkání se sovětskými literárními revuemi (1977–1978), novelu Borise Polevého Aňuta (1979), novelu Borise Vasiljeva Poslední boj (1980) a vzpomínky trenéra Viktora Tichonova Hokej: naděje, zklamání a sny (1984). Další překlady (Zorin, Erenburg, Prišvin) publikoval mezi lety 1985 a 1988 ve Svobodném slově.
Knižně vydal tyto překlady: Boris Polevoj: Půl století v novinářově bloku (Mladá fronta, Praha 1982), Valerij Štejnbach: Hrdinové olympijských her (Olympia 1984), Roman Bělousov: Hledá se kapitán Nemo (Lidové nakladatelství, Praha 1988), Kim Burovik: Osudy věcí kolem nás (Lidové nakladatelství, Praha 1990), Jacques Rossi: Encyklopedie gulagu (Bystrov a synové, Praha 1999, s kolektivem), Ivan Soloněvič: Koncentrační tábor: Rusko (Bystrov a synové, Praha 2000, pod pseudonymem Kateřina Jánská). Dále vydal vlastní knihy: Z Prahy do gulagu aneb Překáželi (Bystrov a synové, Praha 1999), Zírající do slunce: Život a dílo Konstantina Čcheidzeho (Bystrov a synové, Praha 2002, spoluautor Jiří Vacek), Únosy československých občanů do Sovětského svazu v letech 1945–1955 (ÚDV, Praha 2003), Průvodce říší zla (Academia 2006), Osud generála – komentář k některým dokumentům o životě a tragickém konci Sergeje Vojcechovského (Academia 2007), Sovětská brutální svévole a československý ustrašený králíček (Nadační fond angažovaných nestraníků 2009). Zůstaly po něm rukopisy připravovaných knížek Sto čtrnáct lásek Alexandra Puškina (nedokončeno) Pan učitel (o pedagogu a básníkovi Františku Springerovi) a Kurt a Jan: Kaleidoskop života herce Jana Pohana. A také tři nerealizované projekty na téma životních osudů jeho popraveného bratrance Vladivoje Tomka: scénář nikdy nenatočeného televizního dokumentu Chtěl bych žít (1997), nerealizovaný scénář rozhlasového pásma Když ještě teď nechápeš, pochopíš zítra (1999) a poznámky ke zvažované knize Poslední popravený aneb Ještě jeden sedmnáctý listopad (2010).
Vladimír Bystrov byl třikrát ženatý: jeho první manželkou byla Alena Ryšková, druhou Senta Wollnerová, třetí Marta Švagrová. Z prvního manželství měl syna Alexandra, ze třetího syny Vladimíra a Michala. V roce 2007 mu bylo „za vynikající zásluhy o rozvoj demokracie, humanity a lidská práva“ propůjčeno státní vyznamenání Řád T. G. Masaryka II. třídy. V roce 2008 se stal prvním laureátem Ceny Rudolfa Medka, udělované Nadačním fondem angažovaných nestraníků.
Roku 2017 vyšla v nakladatelství Galén téměř tisícistránková kniha Neučesané vzpomínky Vladimíra Bystrova, která vznikla na základě nedokončených pamětí autora a byla doplněna o velké množství archivních materiálů z jeho pozůstalosti.

## Dílo
- stěžejní encyklopedie Průvodce říší zla (2006)[1]
- Únosy československých občanů do Sovětského svazu v letech 1945–1955 (vyd. Úřad dokumentace a vyšetřování zločinů komunismu, 2003)
- Osud generála – komentář k některým dokumentům o životě a tragickém konci Sergeje Vojcechovského (vyd. Academia, 2007)[2]
- Sovětská brutální svévole a československý ustrašený králíček (vyd. Nadační fond angažovaných nestraníků, 2009)

## Ocenění
Roku 2007 obdržel z rukou prezidenta ČR Václava Klause Řád Tomáše Garrigua Masaryka II. třídy.
V roce 2008 se stal prvním laureátem Ceny Rudolfa Medka udělované Nadačním fondem angažovaných nestraníků.